# 蓋得·艾馬勒
蓋得·艾馬勒（Gad Elmaleh，1971年4月19日—），出生在摩洛哥達爾貝達，是摩洛哥裔喜劇演員，在摩洛哥喜剧届有一定影响力。

## 生平
蓋得·艾馬勒是猶太裔摩洛哥人，從小在達爾貝達長大。他父親是商人也是業餘默劇演員。 在1987年17歲時他離開了摩洛哥到蒙特婁讀政治學，在1992年去法國巴黎的演藝學校cours Florent讀了兩年半，他的老師是Isabelle Nanty。他會說阿拉伯語、希伯來語、法語以及英語。
在2004年他聯合其他歌手發行單曲唱片Agir Réagir資助在當年有震災的胡塞馬群島。
在2006年6月22日，他獲得由法國文化部頒發的法國藝術及文學騎士勳位。
在2007年6月16日，他獲得摩洛哥依芙蘭阿哈維恩大學頒發榮譽人文社會科學碩士。

## 演藝事業
1995年, 推出第一個個人表演時差(Décalages)，並且演出電影Salut cousin!。
2001年推出第二個個人表演正常生活 (La Vie normale)並且演出電影La Vérité si je mens! 2。
2003年自編自演電影美女淑淑(Chouchou)且獲得凱撒獎提名。
2005年和傑哈德巴迪厄演出Olé !，並且巡迴演出第三個個人表演另外那個是我(L'autre c'est moi)。
2006年演出法蘭西斯韋伯的替身演員(La Doublure), 之後演出皮耶沙瓦多利的巴黎拜金女(hors de prix)。
2007年1月6日被法國TF1電視台選為年度最好笑人物。同年推出第四個獨角戲爸爸在台上(Papa est en haut)，並演出Marco Carmel導演的Comme ton père, 以及幫蜂電影(Bee Movie)法文版配音。